# Zach Osburn
Zachary „Zach“ Osburn (* 7. Februar 1997 in Plymouth, Michigan) ist ein US-amerikanischer Eishockeyspieler, der seit Juli 2025 beim HK Nitra aus der slowakischen Extraliga unter Vertrag steht und dort auf der Position des Verteidigers spielt. Zuvor war Osburn unter anderem bereits in den höchsten Liga in Italien, Deutschland und Tschechien aktiv.

## Karriere

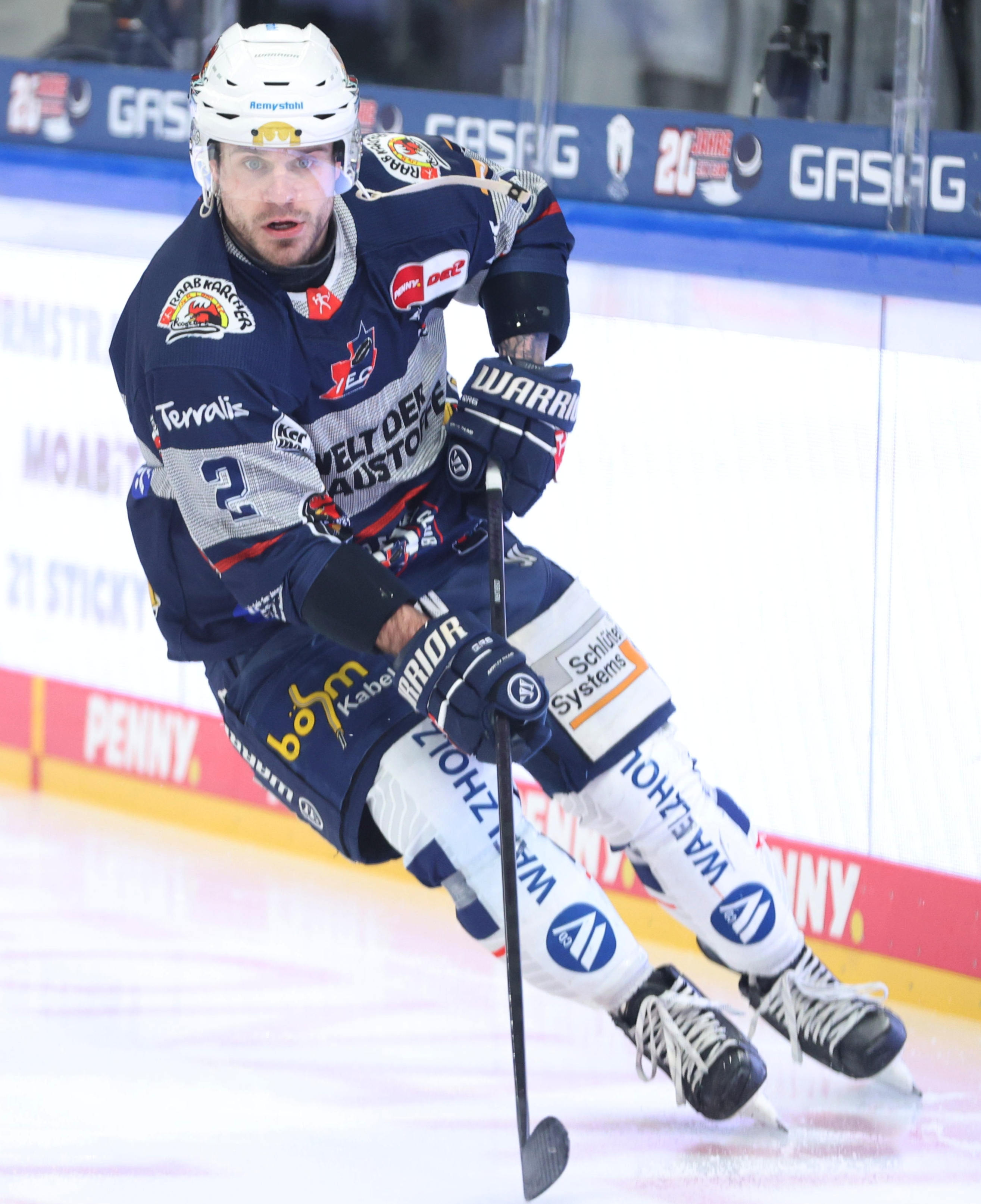
Osburn im Trikot der Iserlohn Roosters (2025)

Über das Team der Eishockeyschule Honeybaked und die U18-Mannschaft von Victory Honda kam Zach Osburn in der Saison 2013/14 erstmals in die United States Hockey League (USHL), die beste Nachwuchsliga der Vereinigten Staaten. Für das US-amerikanische Nationalteam nahm er 2013 auch an einem Fünf-Nationen-Turnier in der Slowakei teil, bei dem er ein Tor und zwei Vorlagen in vier Spielen erzielte. In der USHL kam er zunächst bei Indiana Ice zum Einsatz, in der Saison 2014/15 lief er dann für Chicago Steel auf.
Anschließend entschloss sich Osburn, seine Karriere an der Michigan State University fortzusetzen, für deren Eishockeyteam Spartans er in den folgenden vier Jahren am Spielbetrieb der National Collegiate Athletic Association (NCAA) teilnahm. Als erster Neuling der Spartans seit 2009 erzielte er in seinem ersten Spiel zwei Tore. Nach seiner Debütspielzeit wurde er in das All-Rookie-Team der Big Ten Conference gewählt. In seinem zweiten Jahr war er der punktbeste Verteidiger seiner Mannschaft. Insgesamt erzielte er für die Spartans 54 Scorerpunkte in 141 Partien.
Noch in der Saison 2018/19, seinem letzten Jahr an der Universität, gab Osburn sein Profidebüt für die Milwaukee Admirals in der American Hockey League (AHL). Die folgenden beiden Spielzeiten verbrachte er überwiegend bei den Kansas City Mavericks aus der ECHL. Wegen seiner überzeugenden Leistungen wurde er in der Saison 2019/20 zum einen für fünf Partien in das AHL-Team Stockton Heat berufen, zum anderen nahm er am ECHL All-Star Game teil.
Seit 2021 spielt Osburn in Europa. Bei Ritten Sport in der Alps Hockey League war er in der Saison 2021/22 mit 40 Punkten aus 38 Spielen nicht nur Topscorer seiner Mannschaft, sondern wies mit +30 auch den besten Wert der Plus/Minus-Statistik auf. Daraufhin wurde er vom HK Dukla Michalovce aus der slowakischen Extraliga verpflichtet, mit dem er nach dem achten Platz in der Hauptrunde bis ins Halbfinale der Playoffs vordrang. Auch dort erzielte der Verteidiger mehr Scorerpunkte als alle Stürmer seines Teams. Die Saison 2023/24 begann er bei BK Mladá Boleslav in der tschechischen Extraliga, wurde ab Anfang Januar 2024 aber an den Ligakonkurrenten HC Kometa Brno ausgeliehen. Im Juni 2024 gaben die Iserlohn Roosters aus der Deutschen Eishockey Liga (DEL) die Verpflichtung des US-Amerikaners bekannt. Nach einer Spielzeit wechselte er zum HK Nitra zurück in die slowakische Extraliga.

## Erfolge und Auszeichnungen
- 2016 B1G All-Rookie-Team
- 2019 B1G Honorable Mention All-Star-Team
- 2020 Teilnahme am ECHL All-Star Game

## Karrierestatistik
Stand: Ende der Saison 2024/25
(Legende zur Spielerstatistik: Sp oder GP = absolvierte Spiele; T oder G = erzielte Tore; V oder A = erzielte Assists; Pkt oder Pts = erzielte Scorerpunkte; SM oder PIM = erhaltene Strafminuten; +/− = Plus/Minus-Bilanz; PP = erzielte Überzahltore; SH = erzielte Unterzahltore; GW = erzielte Siegtore; 1 Play-downs/Relegation; Kursiv: Statistik nicht vollständig)

## Familie
Zach Osburn ist der Sohn von Rick Osburn, der ebenfalls Eishockey gespielt und in der Saison 1986/87 vier Spiele für die Flint Spirits in der International Hockey League (IHL) absolviert hat. Der Baseballspieler Adam Eaton ist Osburns Schwager.